# Inciona
Inciona é uma  deusa céltica pouco conhecida da região treverana. O nome dela está gravado como um par de deidades sobre duas inscrições votivas de Luxemburgo. 

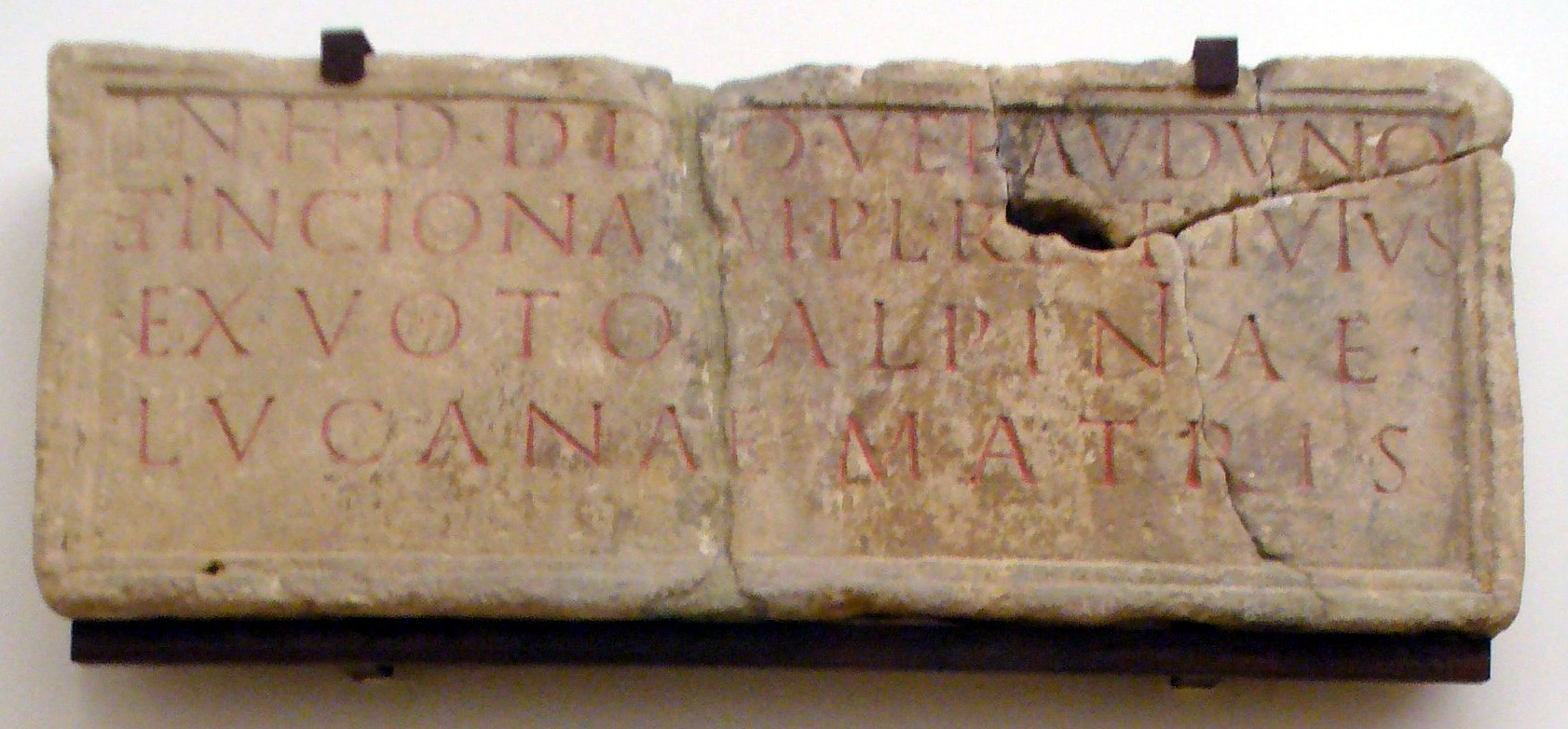
Uma inscrição votiva de Widdebierg, Luxemburgo.

Uma prancha de pedra grande de Mensdorf em Widdebierg, retratada à direita, é invocada junto com o deus Veraudunus e em honra da família imperial no cumprimento de um voto feito por Alpinia Lucana, mãe de Marcus Pl(autius?) Restitutus.
A segunda inscrição, uma placa votiva de bronze pequena de  Kaul em Luxemburgo, diz:
[LE]NO MAR[TI]
VERAVDVN(O) ET
INCIONE MI
[L]ITIVS PRIS
CINVS EX VOT(O)
Se as letras NO MAR puderem ser restauradas como Leno Marti, então Inciona é aqui invocada lado a lado com Lenus Marte Veraudunus.